# Alvis Vickers

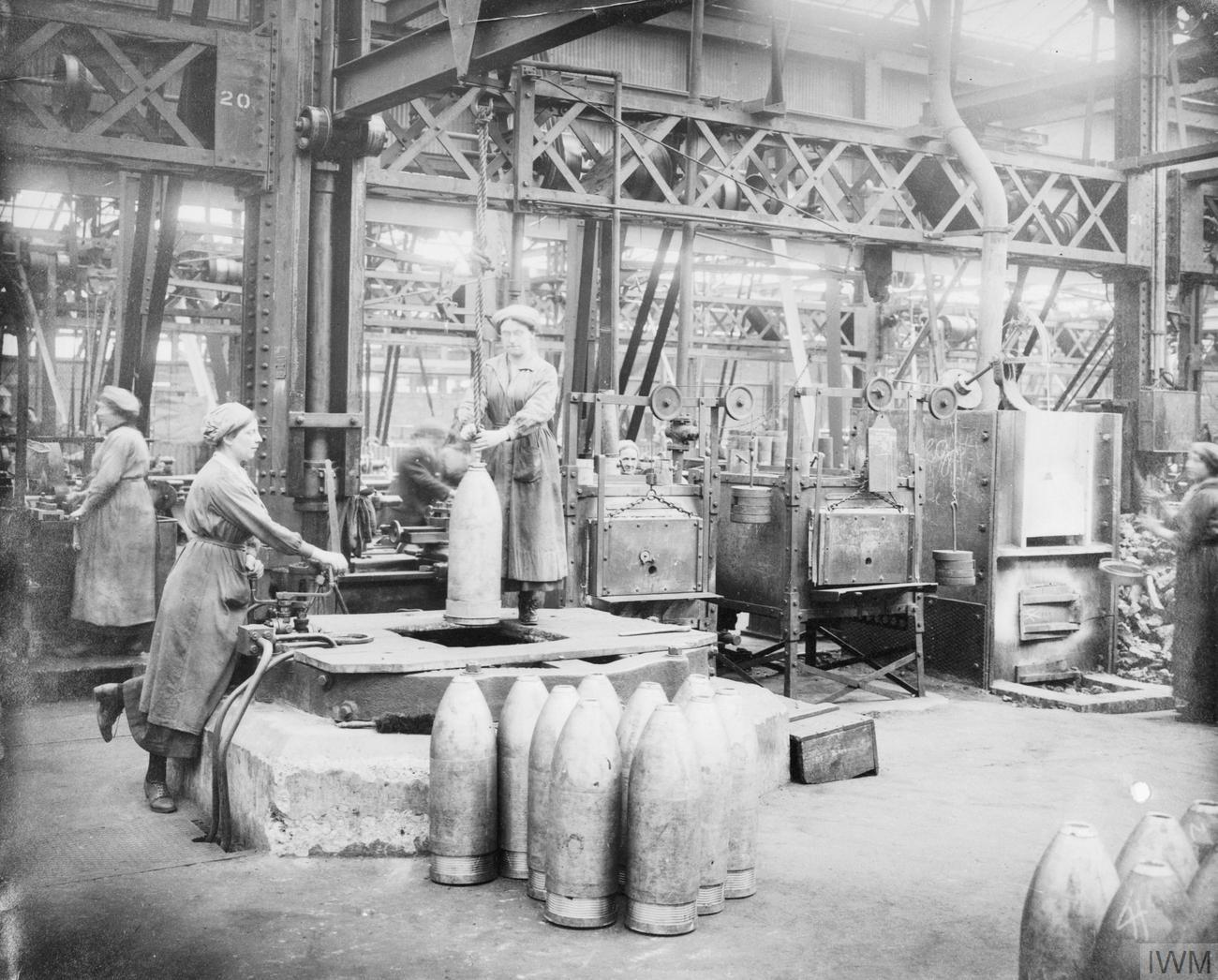
Kobiety pracujące w fabryce amunicji firmy Vickers w czasie 2 wojny światowej

Alvis Vickers plc – brytyjskie przedsiębiorstwo zbrojeniowe. Powstało w 1981 roku, gdy United Scientific Holdings plc przejęło od  koncernu British Leyland zakłady zbrojeniowe dawnej spółki Alvis Ltd. United Scientific zachowało swoją nazwę do 1992, kiedy grupa zmieniła nazwę na Alvis plc. Alvis przejęło Vickers Defence Systems od koncernu Rolls-Royce w październiku 2002 roku i przemianowało się na Alvis Vickers plc. Następnie Alvis Vickers zostało nabyte przez BAE Systems w 2004 i stało się częścią BAE Systems Land Systems (Weapons & Vehicles), obecnie wchodzącego w skład BAE Systems Land & Armaments.

## Historia
Firma Alvis została częścią przedsiębiorstwa Rover w 1965, co doprowadziło do zaprzestania produkcji pojazdów cywilnych w 1967 i pozwoliło skoncentrować się na tworzeniu pojazdów opancerzonych. W 1968 Rover i jego wydział Alvis zostały wcielone do Leyland Motor Corporation, później British Leyland. W 1981 BL sprzedało Alvis przedsiębiorstwu United Scientific Holdings za 27 milionów funtów. United Scientific było producentem sprzętu militarnego. W 1992 roku United Scientific zmieniło nazwę na 'Alvis plc'.
W październiku 1997 Alvis nabyło firmę Hägglunds i stworzyło Alvis Hagglunds AB. We wrześniu 1998 przejęto oddział wytwarzający samochody pancerne zakładów GKN w zamian za przekazanie GKN 29,9% udziałów w spółce Alvis plc. Udziały GKN zostały odkupione przez BAE Systems we wrześniu 2003 za 73 miliony funtów.
W 2000 Alvis sprzedało udziały swojego Avimo Group optoelektronika przedsiębiorstwu Thomson-CSF i resztę swoich własnych Thales Group (przemianowanego na Thomson-CSF) w 2001. Rok później przejęto Vickers Defence Systems od Rolls-Royce za 16 milionów funtów i stworzono markę Alvis Vickers Dzięki temu w ofercie Alvis znalazł się czołg Challenger 2, jak również udany oddział mostowy Vickersa i jego południowoafrykański wydział Vickers OMC.

### Przejęcie przez BAE
W 2004 zarząd Alvis zaakceptował przejęcie spółki za 309 milionów przez General Dynamics. W ciągu trzech  miesięcy BAE Systems, które miało już 29% udziałów w firmie, przebiło ofertę General Dynamics oferując 355 milionów funtów.  Akcja została odebrana jako obrona krajowego rynku przed zagranicznym inwestorem. David Mulholland z Jane’s Defence Weekly powiedział "Nie wierzę, aby BAE chciało zarobić na tej operacji", opisując kupno jako akcję strategiczną, a nie komercyjną. Oferta została uznana przez większość udziałowców.
We wrześniu 2004 roku BAE ogłosiło stworzenie BAE Systems Land Systems - nową firmę łączącą wydziały: BAE, BAE Systems RO Defence i Alvis Vickers. Alvis Vickers zostało przekształcone w BAE Systems Land Systems (Weapons & Vehicles) Limited, część BAE Systems Land Systems. W 2005 roku nabycie United Defense doprowadziło do utworzenia BAE Systems Land and Armaments. Wówczas też zdecydowano o wycofaniu marki Alvis z rynku zbrojeniowego.